# Deroplia excavata
Deroplia excavata là một loài bọ cánh cứng trong họ Cerambycidae.